# Burguillos del Cerro
Burguillos del Cerro – gmina w Hiszpanii, w prowincji Badajoz, w Estramadurze, o powierzchni 187,54 km². W 2011 roku gmina liczyła 3255 mieszkańców.